# SN 1990ag
SN 1990ag – supernowa typu II-pec odkryta 26 listopada 1990 roku w galaktyce A073249+3254. W momencie odkrycia miała maksymalną jasność 19,00m.